# 2016年柏林聖誕市場卡車衝撞事件

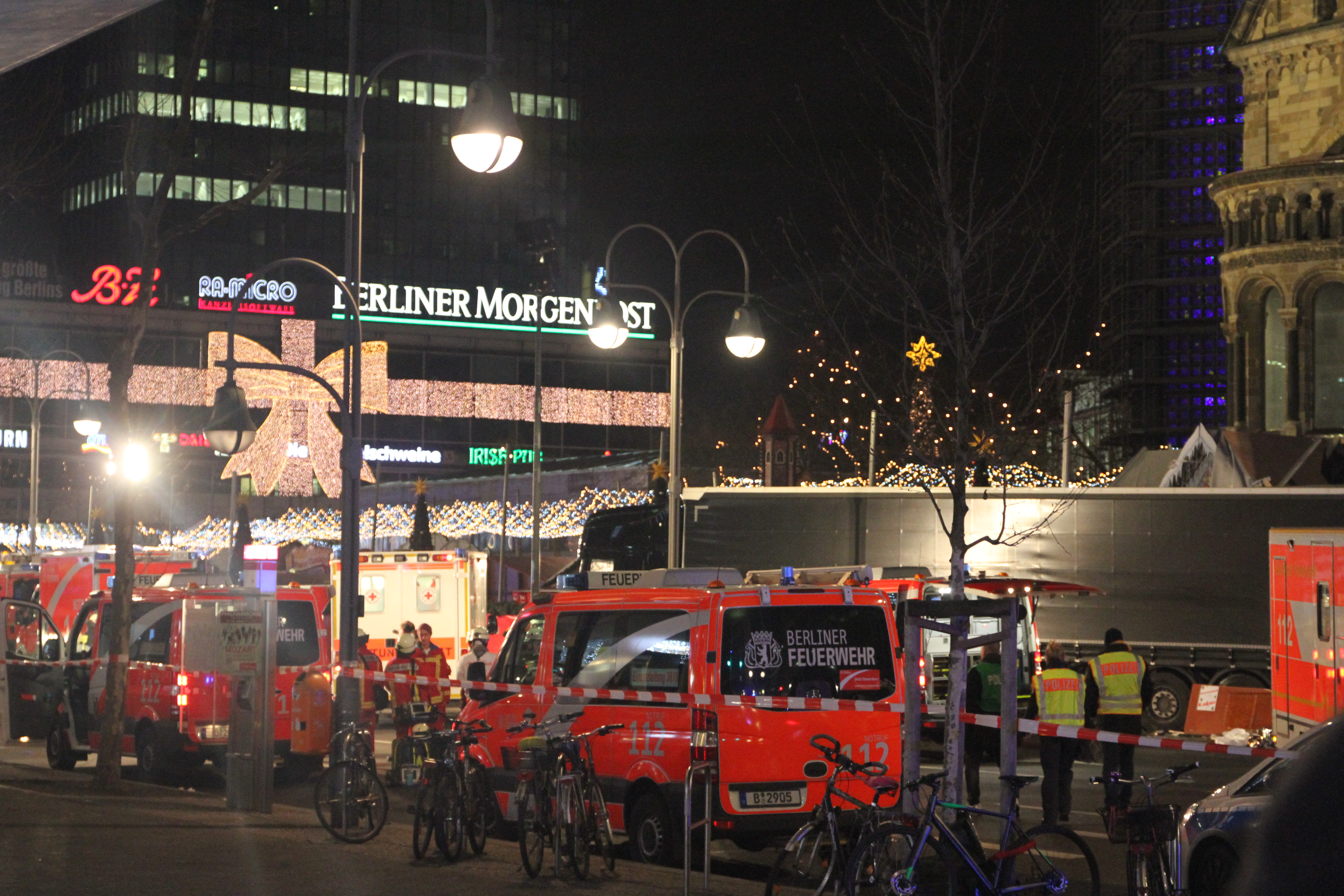
事件現場，右後方為肇事的黑色長貨車

2016年柏林聖誕市場卡車衝撞事件於2016年12月19日當地時間（UTC+1）20:14發生，一辆懸掛波蘭車牌的卡车衝入德國柏林市中心一个热闹的圣诞市场，造成至少12死56伤。德國警方表示这起事件是蓄意襲擊，事後伊斯兰国宣稱對事件負責。該事件被認定為2016年7月法國尼斯恐襲的翻版。

## 襲擊

卡車衝入布賴特沙伊德廣場至停下的行駛路徑

在襲擊當日（2016年12月19日）下午，兇徒搶奪了一輛波蘭牌照的瑞典斯堪尼亞卡車，劫持波蘭籍男司機，再於當日晚上約8時駕駛卡車衝入柏林市布赖特沙伊德广场的聖誕市场，行駛約莫50米，撞倒多人。卡車高速衝向人群時並無亮着車頭燈，但所幸歐盟規定新款大貨車都必須安裝行人防護系統，此時車載電腦自動將煞車預啟動，降低了撞擊的速度免除了更大的傷亡。兇徒在車輛停下後逃離現場，據報逃往大蒂爾加滕公園方向。有一名目擊者企圖追上兇徒。警察在卡车上發現了該名波蘭司機的屍體。
卡車把市场内至少四个货摊夷为平地。目击者表示卡车撞击时的时速看似超过60公里。

## 受害者
| 國家   | 死者 | 傷者 | 來源               |
| ------ | ---- | ---- | ------------------ |
| 德国   | 7    | 未知 | [ 7 ]              |
| 義大利 | 1    | 3    | [ 8 ] [ 9 ] [ 10 ] |
| 以色列 | 1    | 1    | [ 9 ] [ 11 ]       |
| 波蘭   | 1    | 0    | [ 12 ]             |
| 捷克   | 1    | 0    | [ 9 ] [ 13 ]       |
| 乌克兰 | 1    | 0    | [ 14 ] [ 15 ]      |
| 西班牙 | 0    | 2    | [ 16 ]             |
| 英国   | 0    | 2    | [ 17 ]             |
| 美国   | 0    | 2    | [ 18 ]             |
| 芬兰   | 0    | 1    | [ 19 ]             |
| 匈牙利 | 0    | 1    | [ 20 ]             |
| 法國   | 0    | 1    | [ 21 ]             |
| 黎巴嫩 | 0    | 1    | [ 22 ]             |
| 未知   | 0    | 42   | [ 23 ]             |
| 合計   | 12   | 56   | [ 24 ]             |

2021年10月，一名在事件中受重傷的男子因為與長期病患關連的感染死亡，成為事件第13位遇難者。

## 調查
初時的報道稱驗屍結果顯示卡車原來的波蘭司機烏爾班在卡車撞擊人群時仍然活着，在卡車停下時才被兇徒開槍殺害。不過後來的報道則指烏爾班早於衝撞事件前數小時已被槍擊重傷，在卡車衝撞人群的時候已沒有知覺。
襲擊發生後，警察在案發地點2公里外拘捕一名疑犯，是來自巴基斯坦的難民。該名疑犯被捕後否認與本案有任何關連。德國警方在12月20日晚表示由於證據不足，已經釋放該名疑犯。媒體稱警方在該名疑犯身上找不到火藥殘留痕跡或遇害司機血跡。
12月21日，警方表示兇徒受傷，其DNA痕跡在卡車駕駛室尋獲。警方在卡車司機座位下找到一份「容忍居留」許可證，持有人是一名24歲突尼斯籍男子阿尼斯·阿姆里（Anis Amri），警方已對其展開通緝。據稱阿姆里於2015年6月進入德國申請庇護，雖然德國政府於2016年6月已正式拒絕其申請，但一直未能把他遣返回母國。
12月23日，阿姆里於意大利米蘭遇到當地警方截停，雙方爆發槍戰，最終遭擊斃。

## 反应
襲擊後，多國領導人向德國和受害者表示慰問。
 中国：袭击发生后，中国国务院总理李克强向德国总理默克尔发慰问电，强调中国支持德国打击恐怖主义和维护国家安全的努力，愿意与德国和国际社会加强合作。
 俄羅斯：俄羅斯總統普京向德國聯邦總統高克與德國總理默克爾發出慰問，向受害者的家人和朋友傳遞同情和支持，並希望傷者迅速康復。
 美国：白宮發表聲明強烈譴責事件，向受害者，其家人朋友，德國人民和政府表達慰問，並表示美國已與德國官員聯絡，隨時提供援助。白宮強調，德國是美國重要盟友，美國會與德國站在同一陣線。

## 外部連結
- 柏林圣诞市场血案 嫌犯疑似“难民”？（页面存档备份，存于），德國之聲（2016-12-19）